# Lineare Schadensakkumulation
Die lineare Schadensakkumulation dient zur Beurteilung des Einflusses eines Lastkollektivs auf die Lebensdauer eines Bauteils und geht auf die Ingenieure Arvid Palmgren (1924), B. F. Langer (1937) und Milton Miner (1945) zurück.

## Beschreibung

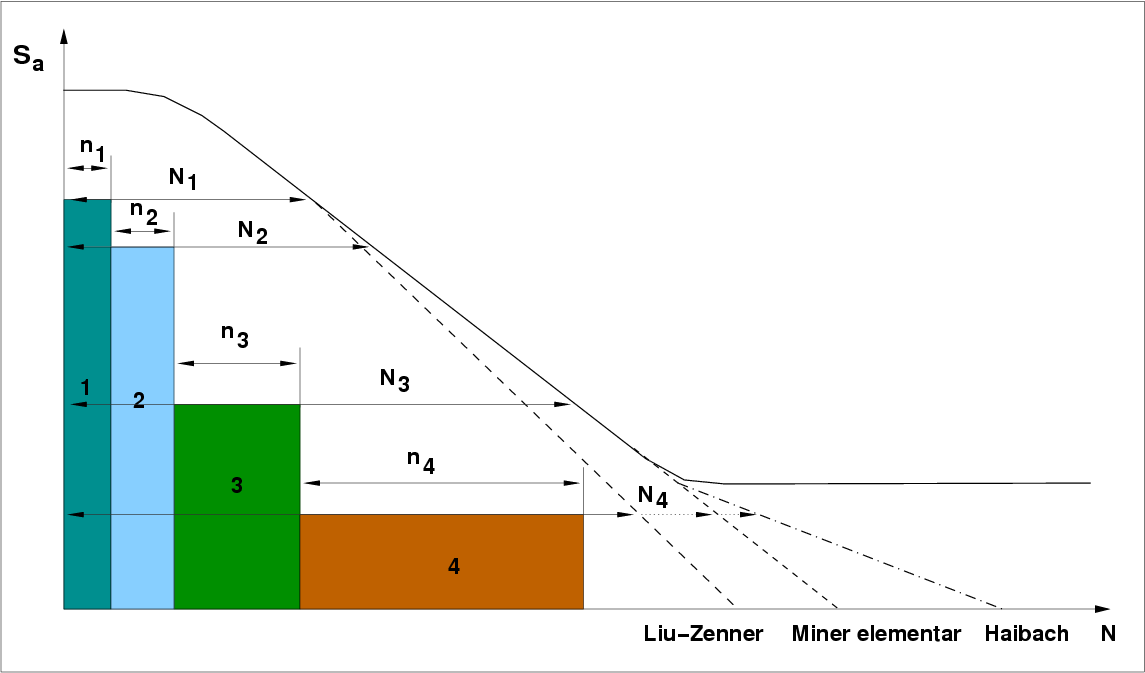
Lineare Schadensakkumulation

Im Normalfall unterliegt ein Bauteil nicht nur einer Schwingbelastung mit konstanten Amplituden, d. h., einem rechteckigen Belastungskollektiv wie es zum Beispiel im Wöhlerversuch verwendet wird, sondern die Belastung ist in ihrer Höhe veränderlich. Zur Berechnung der Lebensdauer wird das Amplitudenkollektiv in einzelne Rechteckkollektive mit konstanter Amplitude {\displaystyle S_{a}} und einer Teilschwingspielzahl {\displaystyle n_{i}} unterteilt (getreppt). Nach dem Verfahren der linearen Schadensakkumulation wird nun für jedes Teilkollektiv eine Teilschädigung berechnet, indem die Teilschwingspielzahl durch die maximal ertragbare Schwingspielzahl {\displaystyle N_{i}} bei {\displaystyle S_{a}} einer Wöhlerlinie geteilt wird. Die Teilschädigungen aller Teilkollektive werden aufsummiert und ergeben die Gesamtschädigung D des Bauteils.
{\displaystyle D=\sum {\frac {n_{i}}{N_{i}}}}
Überschreitet die Schädigung den Wert 1, so ist mit einem Bruch bzw. Anriss im Bauteil unter dem betrachteten Belastungskollektiv zu rechnen.
Anschaulich gesprochen ist es nach der linearen Schadensakkumulation egal, auf welchem Lastniveau ein bestimmter Bruchteil der maximal ertragbaren Schwingspielzahl verbraucht wurde. Die Schädigung eines Teilkollektivs {\displaystyle i} kann umgerechnet werden in die eines anderen Teilkollektivs {\displaystyle j} durch
{\displaystyle {\frac {n_{i}}{N_{i}}}={\frac {n_{j}}{N_{j}}}}.
Wenn man sich eine Zwei-Stufen-Belastung vorstellt, ist es nach der linearen Schadensakkumulation egal, in welcher Reihenfolge die Belastungen kommen. Reihenfolgeeffekte können also nicht erklärt werden.

## Modifikationen der Miner-Regel
Es gibt zahlreiche Modifikationen der Miner-Regel, die Schädigungen von Schwingungen unterhalb der sogenannten Dauerfestigkeit bewerten. Hierbei wird immer der Verlauf der Wöhlerlinie, der die Teilkollektive gegenübergestellt werden, modifiziert.
Die ursprüngliche Miner-Regel wird als Original-Miner bezeichnet und berücksichtigt keine Teilkollektive deren Lastamplituden unterhalb der Dauerfestigkeitsgrenze liegen. Ein Auslegen von Bauteilen mit dieser Regel kann zu einer Unterdimensionierung führen, da auch Schwingspiele unterhalb der sogenannten Dauerfestigkeit Schädigungen hervorrufen können.
{\displaystyle S_{a}>S_{aD}:N=N_{D}\cdot \left({\frac {S_{a}}{S_{aD}}}\right)^{-k}}
Als konservative Variante gilt die elementare Miner-Regel nach Palmgren. Hierbei wird ein Abknicken der Wöhlerlinie komplett vernachlässigt, so dass alle Teilkollektive schädigend wirken.
{\displaystyle S_{a}\leq \geq S_{aD}:N=N_{D}\cdot \left({\frac {S_{a}}{S_{aD}}}\right)^{-k}}
Eine weitere wichtige Modifikation ist die Miner-Regel modifiziert nach Haibach. Hierbei wird ein Absinken der Dauerfestigkeit durch eine veränderte Neigung {\displaystyle k*=2k-1} berücksichtigt:
{\displaystyle S_{a}\leq S_{aD}:N=N_{D}\cdot \left({\frac {S_{a}}{S_{aD}}}\right)^{-(2k-1)}}, {\displaystyle S_{a}>S_{aD}:N=N_{D}\cdot \left({\frac {S_{a}}{S_{aD}}}\right)^{-k}}
Von J. Liu und H. Zenner (Miner-Regel modifiziert nach Liu-Zenner) wurde eine Drehung der Wöhlerlinie in Höhe des Kollektivhöchstwertes und anschließende Fortführung mit der Steigung:
{\displaystyle k^{*}={\frac {k+m}{2}}}
vorgeschlagen. Als zusätzlicher Einflussfaktor wird die Neigung der Rissfortschrittswöhlerlinie „m“ hinzugenommen. Des Weiteren wird der Beginn des Dauerfestigkeitsbereichs gekennzeichnet durch:
{\displaystyle S_{aD}^{*}={\frac {S_{aD}}{2}}}